# Segestria fusca
Segestria fusca is een spinnensoort in de taxonomische indeling van de zesoogspinnen (Segestriidae).
Het dier behoort tot het geslacht Segestria. De wetenschappelijke naam van de soort werd voor het eerst geldig gepubliceerd in 1882 door Eugène Simon.